# Vlastimil Novák
Vlastimil Novák (9. září 1964 Frýdek-Místek – 6. června 2020 Praha) byl český arabista, historik a numismatik, zaměřený na orientální numismatiku, překladatel z angličtiny, vědecký pracovník a kurátor Náprstkova muzea v Praze, autor či spoluautor monografií o mincích a závažích a několika výstav.

## Profesní dráha
Maturoval v roce 1983 na gymnáziu ve Frýdlantu nad Ostravicí. Vystudoval Filozofickou fakultu Univerzity Karlovy, obor arabistika-orientalistika v roce 1988, titul PhDr. získal tamtéž v roce 1990. V roce 1998 se habilitoval prací Fátimovské a postfátimovské skleněné žetony.
Byl zástupcem ředitelky Náprstkova muzea v Praze, Vedoucím sbírkového oddělení, a kurátor sbírky mimoevropské numismatiky. Vyučoval na Filozofické fakultě UK a na Západočeské univerzitě v Plzni.